# Malvern (Iowa)
Pour les articles homonymes, voir Malvern.
Malvern est une ville du comté de Mills dans l’Iowa, aux États-Unis.